# Saison 5 de Young Sheldon
 (mai 2022).
Si vous disposez d'ouvrages ou d'articles de référence ou si vous connaissez des sites web de qualité traitant du thème abordé ici, merci de compléter l'article en donnant les références utiles à sa vérifiabilité et en les liant à la section « Notes et références ».
Chronologie
Saison 4 Saison 6
La cinquième saison de Young Sheldon, série télévisée américaine, est diffusée à partir du 7 octobre 2021 sur CBS, aux États-Unis.

## Synopsis
Sheldon Cooper, jeune prodige vivant dans le Texas de l'Est, intègre le lycée de sa ville à l'âge de neuf ans.

## Distribution

### Acteurs principaux
- Iain Armitage (VF : Tony Sanial) : Sheldon Cooper, âgé de 12 ans
- Zoe Perry (VF : Anne Tilloy) : Mary Cooper, la mère de Sheldon
- Lance Barber (VF : Éric Aubrahn) : George Cooper, Sr., le père de Sheldon
- Montana Jordan (VF : Victor Biavan) : George Cooper, Jr., le frère de Sheldon
- Raegan Revord (VF : Lior Chabat) : Missy Cooper, la sœur de Sheldon
- Jim Parsons (VF : Fabrice Fara) : la voix de Sheldon Cooper, adulte et narrateur
- Annie Potts (VF : Blanche Ravalec) : Meemaw, la grand-mère de Sheldon
- Matt Hobby (VF : Matthieu Albertini) : le pasteur Jeff Hodgkins

### Acteurs récurrents
- Wyatt McClure : Billy Sparks
- Ryan Phuong : Tam
- Wallace Shawn : Dr John Sturgis
- Billy Gardell : Herschel Sparks
- Melissa Peterman : Brenda Sparks
- Sarah Baker : Mme Sheryl Hutchins
- Valerie Mahaffey : Mme Victoria MacElroy
- Danielle Pinnock : Mme Evelyn Ingram
- Brian Stepanek : M. Givens
- Rex Linn : le principal Tom Petersen
- Doc Farrow (VF : Nicolas Justamon) : Roy Wilkins, l'assistant du coach
- Nancy Linehan Charles : Peg
- Chris Wylde : Glenn
- Mckenna Grace : Paige
- Andrea Anders : Linda
- Josh Cooke : Barry
- Baron Jay : le postier
- Ed Begley Jr. : Dr Linkletter
- Dan Byrd : Pasteur Rob
- Emily Osment : Mandy

## Liste des épisodes
1. Une mauvaise nuit et le Chaos des désirs égoïstes (One Bad Night and Chaos of Selfish Desires)
2. Curiosité mal placée et jumeaux miracles de l'athéisme (Snoopin' Around and the Wonder Twins of Atheism)
3. Énergie potentielle et ivresse sur un banc (Potential Energy and Hooch on a Park Bench)
4. Des balivernes et un tripot secret (Pish Posh and a Secret Back Room)
5. Peluches et corps célestes (Stuffed Animals and A Sweet Southern Syzygy)
6. Le blanchiment d'argent et la cascade d'hormones (Money Laundering and a Cascade of Hormones)
7. Génie civil et gel coiffant (An Introduction to Engineering and a Glob of Hair Gel)
8. Le grand chancelier et l'antre du péché (The Grand Chancellor and a Den of Sin)
9. Le trac et un drôle de gourou hypnotique (The Yips and an Oddly Hypnotic Bohemian)
10. Un pépin coûteux et une salle de gaffe (An Expensive Glitch and a Goof-Off Room)
11. Un confinement, une fille météo et une habitude dégoûtante (A Lock-In, a Weather Girl and a Disgusting Habit)
12. Une Cadillac rose et une glorieuse danse tribale (A Pink Cadillac and a Glorious Tribal Dance)
13. Beaucoup de pansements et la reddition de Cooper (A Lot of Band-Aids and the Cooper Surrender)
14. Un grattoir gratuit et des ruses féminines (A Free Scratcher and Feminine Wiles)
15. Un homard, un tatou et un nombre bien plus grand (A Lobster, an Armadillo and a Way Bigger Number)
16. Une valise pleine d'argent et une voiture de clown jaune (A Suitcase Full of Cash and a Yellow Clown Car)
17. Une cacahuète solitaire, un papillon social et la vérité (A Solo Peanut, a Social Butterfly and the Truth)
18. Des bébés, des mensonges et un cannoli resplendissant (Babies, Lies and a Resplendent Cannoli)
19. Un baptiste craignant Dieu et un mari trophée chaud (A God-Fearin' Baptist and a Hot Trophy Husband)
20. Oncle Sheldon et un pétard hormonal (Uncle Sheldon and a Hormonal Firecracker)
21. Déchets blancs, saints rouleaux et coups de poing (White Trash, Holy Rollers and Punching People)
22. Un pore obstrué, un petit Espagnol et le futur (A Clogged Pore, a Little Spanish and the Future)

### Épisode 1:Une mauvaise nuit et le Chaos des désirs égoïstes
- États-Unis /  Canada : 7 octobre 2021 sur CBS / CTV

### Épisode 2:Curiosité mal placée et Jumeaux miracles de l'athéisme
- États-Unis /  Canada : 14 octobre 2021 sur CBS / CTV

### Épisode 3:Énergie potentielle et Ivresse sur un banc
- États-Unis /  Canada : 21 octobre 2021 sur CBS / CTV

Géorgie annonce une grande décision qui secoue ses parents. Mary veut revoir la répartition des chambres ce qui crée des conflits entre les membres de la famille.

### Épisode 4:Des balivernes et un tripot secret
- États-Unis /  Canada : 28 octobre 2021 sur CBS / CTV

### Épisode 5:Peluches et Corps célestes
- États-Unis /  Canada : 4 novembre 2021 sur CBS / CTV

### Épisode 6:Le Blanchiment d'argent et la Cascade d'hormones
- États-Unis /  Canada : 11 novembre 2021 sur CBS / CTV

### Épisode 7:Génie civil et Gel coiffant
- États-Unis /  Canada : 18 novembre 2021 sur CBS / CTV

Lance Reddick : Professeur Boucher

### Épisode 8:Le Grand Chancelier et l'Antre du péché
- États-Unis /  Canada : 2 décembre 2021 sur CBS / CTV

Mary Kate Wiles : Patricia

### Épisode 9:Le Trac et un drôle de gourou hypnotique
- États-Unis /  Canada : 9 décembre 2021 sur CBS / CTV

### Épisode 10:Un pépin coûteux et une salle de gaffe
- États-Unis /  Canada : 6 janvier 2022 sur CBS / CTV

### Épisode 11:Un confinement, une fille météo et une habitude dégoûtante
- États-Unis /  Canada : 13 janvier 2022 sur CBS / CTV

### Épisode 12:Une Cadillac rose et une glorieuse danse tribale
- États-Unis /  Canada : 20 janvier 2022 sur CBS / CTV

### Épisode 13:Beaucoup de pansements et la Reddition de Cooper
- États-Unis /  Canada : 27 janvier 2022 sur CBS / CTV

### Épisode 14:Un grattoir gratuit et des ruses féminines
- États-Unis /  Canada : 24 février 2022 sur CBS / CTV

### Épisode 15:Un homard, un tatou et un nombre bien plus grand
- États-Unis /  Canada : 3 mars 2022 sur CBS / CTV

### Épisode 16:Une valise pleine d'argent et une voiture de clown jaune
- États-Unis /  Canada : 10 mars 2022 sur CBS / CTV

### Épisode 17:Une cacahuète solitaire, un papillon social et la vérité
- États-Unis /  Canada : 31 mars 2022 sur CBS / CTV

### Épisode 18:Des bébés, des mensonges et un cannoli resplendissant
- États-Unis /  Canada : 14 avril 2022 sur CBS / CTV

### Épisode 19:Un baptiste craignant Dieu et un mari trophée chaud
- États-Unis /  Canada : 21 avril 2022 sur CBS / CTV

### Épisode 20:Oncle Sheldon et un pétard hormonal
- États-Unis /  Canada : 28 avril 2022 sur CBS / CTV

### Épisode 21:Déchets blancs, Saints Rouleaux et Coups de poing
- États-Unis /  Canada : 12 mai 2022 sur CBS / CTV

### Épisode 22:Un pore obstrué, un petit Espagnol et le Futur
- États-Unis /  Canada : 19 mai 2022 sur CBS / CTV

Penn et Teller : Bouton & Pue